# Bedrijfsvereniging
Een bedrijfsvereniging was een overkoepelend uitvoeringsorgaan dat in Nederland de belangen behartigde van personeel. Zij voerde hiertoe taken uit om hen (werkgevers en werknemers) middels een Sociale Verzekering te beschermen tegen bijvoorbeeld inkomstenverlies bij ziekte, zwangerschap, werkeloosheid of arbeidsbeperkingen. Om te beoordelen of iemand inkomstenverlies had werden deskundigen ingezet, zoals artsen, arbeidsdeskundigen, fysiotherapeuten en psychologen.
De bedrijfsverenigingen waren ook uitvoerders van werknemersverzekeringen: ziektewet, WAO, WW, zorg en bemiddeling voor jonggehandicapten.
Er waren in Nederland ooit 27 bedrijfsverenigingen voor diverse sectoren zoals tuinbouw, detailhandel, bouw, metaal, zorg, onderwijs, dienstverlening, industrie enzovoorts. Het merendeel van de bedrijfsverenigingen had de administratieve taken omtrent de Sociale Zekerheid ondergebracht bij het GAK (Gemeenschappelijk Administratiekantoor) dat vanaf 1952 actief was.

## Bestuursstructuur
Iedere bedrijfsvereniging kende een ledenraad, waarvan de helft bestond uit leden van de werkgeversvakverenigingen, de andere helft uit leden van de werknemersvakverenigingen. De ledenraad was van formele aard en had geen invloed op de samenstelling van voornaamste organen van de bedrijfsvereniging, het bestuur, het dagelijks bestuur en de Kleine Commissie.
De Kleine Commissie was samengesteld uit een werkgeversbestuurslid, een werknemersbestuurslid en de administrateur van de bedrijfsvereniging. In deze commissie werd over speciale gevallen van wetstoepassing beslist, bijvoorbeeld in geval van weigering van uitkering. De Kleine Commissie besloot, vanwege de grote toename van de gevallen, zich met ingang van 1987 op te splitsen in een Kleine Commissie Algemene Zaken (kc-az), de volledige commissie die alleen beleidszaken behandelde, en een Kleine Commissie Gevalsbehandeling (kc-gb), die met ingang van 1989 uit twee deel-commissies bestond. Er werd samengewerkt met het Algemeen Werkloosheidsfonds, de Federatie van Bedrijfsverenigingen, de Gemeenschappelijke Medische Dienst (GMD) en het toezichthoudend orgaan, de Sociale Verzekeringsraad (SVr).

## Takenpakket
De bedrijfsverenigingen hadden in basis drie taken:
- Verzorgen uitkeringen: claimbeoordeling, de uitvoeringsbeslissing en de uitbetaling).
- Beheersing van het uitkeringsvolume en het verzekerde risico : het voorkomen van een beroep van verzekerden op de uitkering, begeleiding van de uitkeringsgerechtigden en bevordering van een terugkeer van uitkeringsgerechtigden in het arbeidsproces.
- Handhaving: het voorkomen van oneigenlijk gebruik en misbruik van de uitkeringen, opsporing en sanctionering.

## Geschiedenis

### 1899 - 1929
Het ontstaan van de eerste bedrijfsverenigingen gaat terug naar het einde van de negentiende eeuw toen  de land- en tuinbouw sector als eerste een bedrijfvereniging oprichtte. De ondernemers die zich verenigden in een bedrijfsvereniging konden hun werklieden, in plaats van de gangbare verzekering via de Rijksverzekeringsbank (voorloper van de Sociale Verzekeringsbank), nu via de bedrijfsvereniging verzekeren. Dit gold voor kortdurende en tijdelijk invaliditeit of arbeidsongeschiktheid. Blijvende invaliditeit werd wel nog uitgevoerd door de Rijksverzekeringsbank dat hiertoe premiesbetaling vroeg aan de bedrijfsverenigingen.
De eerste Nederlandse wettelijk verplichte werknemersverzekering, verankerd in de Ongevallenwet, kwam in 1901 tot stand. De wet verplichtte werkgevers hun werknemers te verzekeren voor schade als gevolg van bedrijfsongevallen. Een van de uitvoerders was de Rijksverzekeringsbank In 1929 werd door de centrale organisaties van werkgevers en werknemers de Federatie van Bedrijfsverenigingen voor de Ziekengeldverzekering opgericht (FBZ). De bedrijfsverenigingen werkten hierin samen.

### 1930 - 1951
Bij de inwerkingtreding van de Ziektewet in 1930 konden de werkgevers kiezen of zij de uitvoering daarvan overlieten aan publiekrechtelijke Raden van Arbeid of aan de privaatrechtelijke bedrijfsverenigingen waarbij wel door de overheid als eis werd gesteld, dat zij door werknemers- en werkgeversorganisaties gezamenlijk waren opgericht.
In dat jaar verkregen in totaal 7 agrarische bedrijfsverenigingen erkenning als uitvoeringsorgaan van de Ziektewet. Deze 7 agrarische bedrijfsverenigingen waren vanaf 1909 ontstaan en sedert 1922 belast met de uitvoering van de Land- en Tuinbouwongevallenwet. 
In 1941 werd ook de uitvoering van de kinderbijslag aan de bedrijfsverenigingen opgedragen. In 1951 had een werkgever de keuze om zich aan te sluiten bij een particuliere bedrijfsvereniging of bij de Raad van Arbeid.

### 1952 - 1997
In de periode 1902-1952 voerden de bedrijfsverenigingen sociale verzekeringen uit voortkomende uit deze wetten. Dit deed men in concurrentie met de Raden van Arbeid. In 1952 kwamen hierin verandering. De Organisatiewet Sociale Verzekering deed zijn intrede.  Deze wet leidde tot een veelomvattende hergroepering van bedrijfsverenigingen in bedrijfstakken. Het bedrijfs- en beroepsleven werd verdeeld in 26 onderdelen en elk onderdeel kreeg of had een bedrijfsvereniging. De uitvoering van alle sociale verzekeringen werd door de nieuwe wet toebedeeld aan deze 26 bedrijfsverenigingen.
Na een aantal jaren later vond er een herindeling van taken plaats waarbij de Raden van Arbeid in principe de volksverzekeringen zouden gaan uitvoeren en de bedrijfsverenigingen de uitvoering van werknemersverzekeringen zouden gaan doen. Vanaf 1967, een jaar na de invoering van de WAO, kwam er een definitieve verdeling met betrekking van de uitvoering:
De bedrijfsverenigingen:
- Ziektewet (1929),
- Werkloosheidswet (1949)
- Wet op de Arbeidsongeschiktheidsverzekering (1966)

De Raden van Arbeid:
- Algemene Ouderdomswet (1956),
- Algemene Weduwen- en Wezenwet (1959),
- Algemene Kinderbijslagwet (1962),
- Ouderdomswet (1919) en
- de Kinderbijslagwet voor Loontrekkenden (1939)
- de invaliditeits- en ongevallenwetten

In 1993 ontstonden de eerste plannen om de bedrijfsverenigingen af te schaffen. De commissie Buurmeijer concludeerde dat een eigen bedrijfsvereniging voor elke sector niets toevoegde, contraproductief werkte en samenwerking belemmerde. De oplossing zou moeten liggen in regionale kantoren onder toezicht van het Ministerie.
Op 1 maart 1997 zijn de bedrijfsverenigingen uiteindelijk opgeheven. Hun taken zijn overgenomen door het Landelijk Instituut voor Sociale Verzekeringen (LISV). Op haar beurt is het LISV op 1 januari 2002 opgeheven en opgegaan in het Uitvoeringsinstituut Werknemersverzekeringen (UWV).

## Indeling bedrijfsverenigingen (vanaf 1952)
In 1952 werden er oorspronkelijk 25 vakbedrijfsverenigingen opgericht. Daarnaast werd nog één algemene bedrijfsvereniging opgericht, de Nieuwe Algemene Bedrijfsvereniging (NAB). Hieronder vielen bedrijven die niet bij een overige verenigingen waren onder te brengen. Dit betrof onder andere de branches archieven, bibliotheken, musea, film-, beeldhouw- en schilderkunst, letterkundigen, circus-, kermis-, opera-, toneel- en variétégezelschappen, radio, casino’s, bewakings- en beveiligingsbedrijven, exploitatie van begraafplaatsen, dierenasielen, maneges, fietsenstallingen en parkeerplaatsen, kunststofverwerkende, rayon-, stro- en vlasindustrie. Voor de Diamantindustrie en Strocartonfabricage werden in eerste instantie afzonderlijke besturen gevormd. Tevens waren de vroeggehandicapten aangesloten bij de NAB.
1955: Indeling Onderwijsinstellingen bij de Bedrijfsvereniging voor de Gezondheid, Geestelijke en Maatschappelijke Belangen.
1959: Indeling uitleenbedrijven bij de NAB 
1960: Indeling Diamantindustrie bij de Bedrijfsvereniging voor de Metaalnijverheid 
1966: Indeling uitzendbureaus bij de NAB 
1975: Indeling Strokartonindustrie bij de NAB 
1985: Indeling kledingbedrijven bij de NAB 
1987: Indeling Leder- en Lederverwerkende Industrie  bij de NAB

In 1991 werd de Nieuwe Industriële Bedrijfsvereniging (NIBv) opgericht als 27e bedrijfsvereniging.  Hieronder vielen de industriële bedrijfstakken papier-, karton-, kleding-, leder-, rubberverwerkende en medisch/farmaceutische industrie en diverse delfstoffen.